# أندري سالنيكوف
أندري سالنيكوف (بالروسية: Сальников, Андрей Владимирович)‏ هو لاعب كرة قدم روسي في مركز الهجوم، ولد في 13 مارس 1982 في موروم في روسيا. لعب مع أورال يكاترينبورغ وبالتيكا كالينينغراد وتوربيدو موسكو ودينامو بريانسك وسبارتاك نالتشيك ونادي أورداباسي ونادي كوبان كراسنودار.